# Keramon

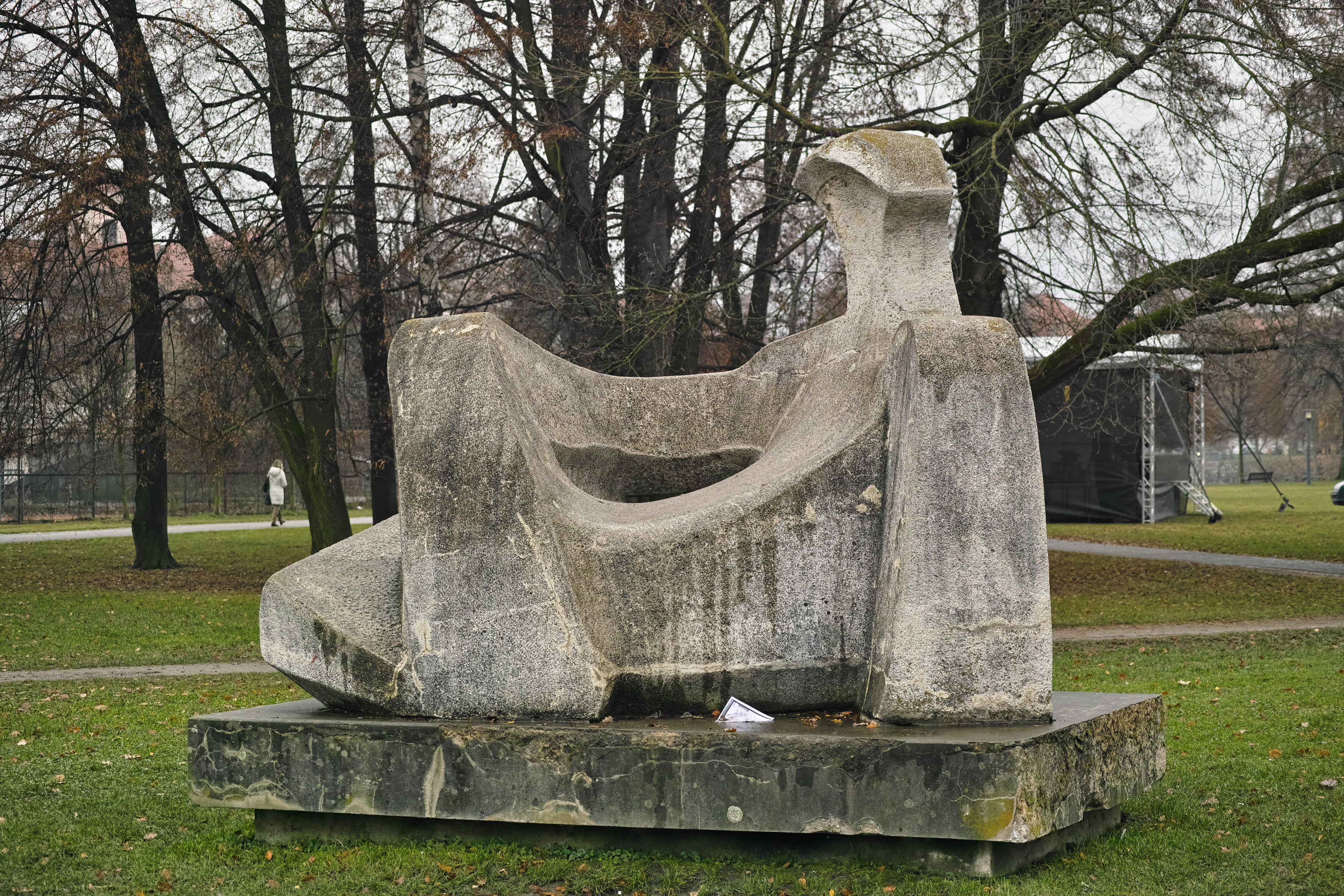
keramonová socha Odpočívající plavec, 1973, Stanislav Zadražil

Keramon je typ umělého kamene, používaného zejména v sochařství druhé poloviny 20. století. Skládá se z pryskyřice smíchané s drcenou keramickou hlínou a mramorem. Používá se ve vrstvě nanesené na síťovinu zpevněnou kovovou konstrukcí. Výhodou materiálu jsou nižší výrobní náklady oproti přírodnímu kameni, přičemž vybroušením povrchu je možné dosáhnout mramorového vzhledu. Materiál umožňuje dosažení škály různých barev a struktury. Nevýhoda spočívá v problematické restaurovatelnosti.